# Geōrgios Tanoulīs
Geōrgios Tanoulīs (in greco Γεώργιος Τανούλης?; Salonicco, 27 luglio 2002) è un cestista greco.

## Carriera

### Nazionale
Nel 2022 ha disputato, con la Grecia under 20, l'Europeo di categoria, concluso al dodicesimo posto finale.

## Palmarès
- Coppa di Grecia: 1

Olympiakos: 2023-2024
- Supercoppa greca: 2

Promitheas Patrasso: 2020
Olympiakos: 2023